# Middleport (Nowy Jork)
Middleport – wieś w Stanach Zjednoczonych, w stanie Nowy Jork, w hrabstwie Niagara.